# Leandra atrata
Leandra atrata är en tvåhjärtbladig växtart som beskrevs av Célestin Alfred Cogniaux. Leandra atrata ingår i släktet Leandra och familjen Melastomataceae. Inga underarter finns listade i Catalogue of Life.